# از راه دور
از دوردست (انگلیسی: Desde allá) فیلمی است به کارگردانیِ لورنزو ویگاس که در سال ۲۰۱۵ منتشر شد.
این فیلم توانست جایزه شیر طلایی را در هفتاد و دومین جشنواره فیلم ونیز از آنِ خود کند.

## موضوع فیلم
این فیلم داستان رابطه یک مرد میانسال همجنس‌گرا با پسری جوان خشن خیابانی را روایت می‌کند. این مرد که «آرماندو» نام دارد در خیابان‌های کاراکاس به مردان جوان پول می‌دهد تا برای او لخت شوند. اما پسر جوان خشنی به نام «الدر» همه چیز را تغییر می‌دهد.